# Jonas Åkesson
Carl Ola Jonas Åkesson, född 6 september 1879 i Malmö i Skåne, död 22 juni 1970 i Bjärred, Skåne, var en svensk konstnär.
Jonas Åkesson var en av Skånes främsta porträttmålare, och hans tavlor finns i många slott, herrgårdar och styrelserum. Åkesson har också målat tavlor av rashästar, livsbejakande porträtt av privata modeller och människor från landet, men framför allt eleganta porträtt av skånska adelsmän, högborgerliga och militärer.
Ett av de mera kända verken är  "Kronprinsens husarregementes sista officerskår" (1924–1933), som finns på Malmö konstmuseum i slottet Malmöhus i Malmö. Bland alla ansikten som finns på tavlan kan man även hitta Jonas Åkesson själv. 

## Biografi
Jonas Åkessons föräldrar var lantbrukaren Ola Åkesson (född 1843) och Lovisa Larsson (Larsdotter Åkesson) (född 1844). Han var äldste son och hade en bror och en syster, möbeldesignern Ali Åkesson (född 1882) och Gertrud Åkesson (född 1884). Jonas Åkesson var gift första gången 1909–1915 med Margareta Hjertström (född 1887); de hade tre döttrar, Runa (född 1910), Kerstin (född 1912) och Eva (född 1914). Han gifte sig andra gången 1928 med friherrinnan Elsa Gyllenstierna (1896–1987), dotter till Sten Gyllenstierna (1862–1932) och Anna Cecilia Beck-Friis Gyllenstierna (1860–1934). I andra giftet föddes tre söner, Ola (född 1929), Christian (född 1932) och Thorkel (född 1937).
Jonas Åkesson växte upp i Malmö och på landsbygden utanför. Under sitt första äktenskap var han bosatt med sin familj i Malmö. Åkesson hade själv ställt i ordning en ateljé i en fastighet i Bjärred, drygt en mil väster om Lund. Ateljén låg i anslutning till ett gatehus, som han hade köpt för sina åldrade föräldrars räkning. Fastigheten fick senare adressen Kamrersvägen 59 B i Bjärred. På 1910-talet lät Jonas Åkesson uppföra den ateljébyggnad som idag utgör denna byggnads västra del. År 1935 revs det gamla gatehuset och den östra delen av det nuvarande huset uppfördes. För ritningarna av det nya bostadshuset stod Malmöarkitekten August Ewe, men byggnadens utformning byggde mycket på Jonas Åkessons idéer. Bostadshuset har drag av rustik nationalromantik. I den västra byggnadsdelen finns stora ateljéfönster. Med tanke på att bostadshuset är uppfört på 1930-talet är det originellt i sin historiserande utformning. Bostaden och ateljén i Bjärred för Jonas Åkesson och hans familj är en av de bäst bevarade villorna i Bjärred från det tidiga 1900-talet. Över entrédörren finns en inskription som lyder: "Ola Åkessons gamla hus låg här. Det återuppbyggdes av hans son Jonas Åkesson år 1935. Gott lebt noch." 
Jonas Åkesson kom från ett fattigt skånskt småbrukarhem. Han började sin bana som "vaktepåg" på landet. Åkesson började tidigt att förtjäna sitt uppehälle som målarlärling i Malmö.

### Tiden som husar vid Kronprinsens husarregemente
Jonas Åkesson lät värva sig som husar vid Kronprinsens husarregemente med sjutton öre om dagen i lön. Husartiden var barsk och härdande, men han fick syssla med hästar, som han tyckte om. Det blev också lyckokastet för honom. När Jonas Åkesson senare porträtterade det burgna Skåne och officerarna vid Kronprinsens husarregemente bodde han i Solstrålehuset i Malmö på 1910- och 1920-talen. Solstrålehuset byggdes 1902–1903. Kronprinsens husarregementes segernamn var Bornhöft (1813).
Åkessons konstnärliga begåvning upptäcktes av ett par medlemmar i officerskåren, som i Sällskapet Heimdall i Malmö (grundat 1891) sett en elevutställning, anordnad av teckningslärare Erik Källström vid Tekniska Yrkesskolan i Malmö, där Åkesson fick sina första lektioner i teckning och målning.
1901 tog Åkesson avsked som korpral från Kronprinsens husarer. De två åren där kom att i viss mån bestämma Åkessons livsriktning och hans motivkrets.

### Konstakademien i Stockholm
Genom personligt ingripande av Åkessons skvadronschef, friherre Otto Thott, skickades nu Jonas Åkesson till Konstakademien i Stockholm, varvid han även hade stöd av akademiprofessorn Oscar Björk, som i Malmö sett några prov på hans talang

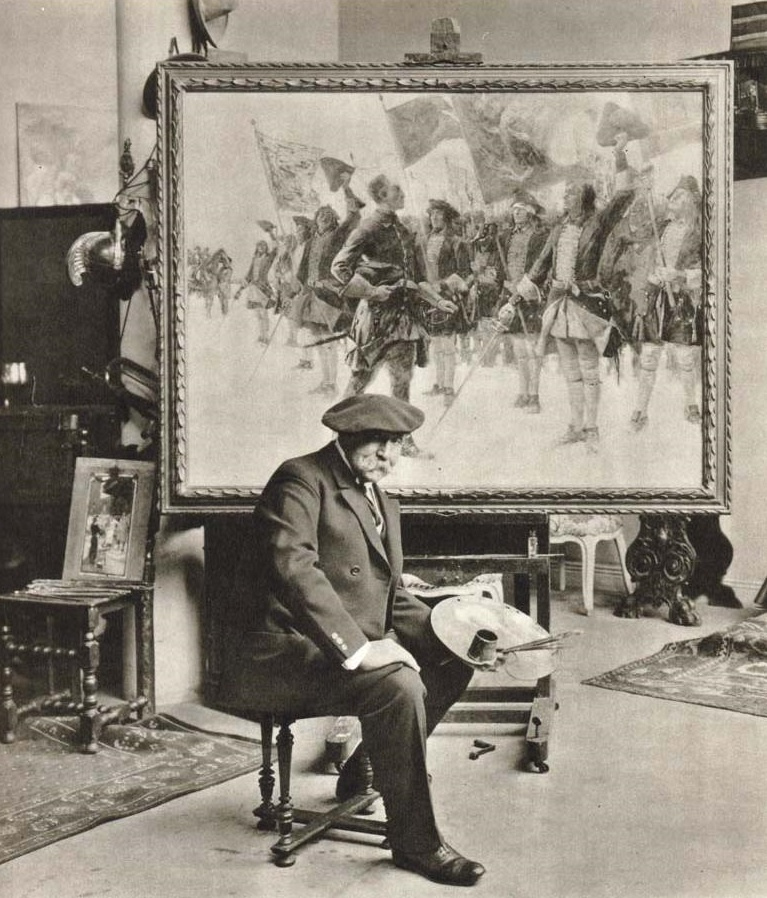
Konstnären Gustaf Cederström (1845–1933) vid sitt staffli. Jonas Åkesson hade honom som lärare på Konstakademien 1901–1903.

På Konstakademien, där han studerade 1901–1903, hade Åkesson bland andra Gustaf Cederström (som målat Karl XII:s likfärd) som lärare, och därefter hade han i Paris den mycket berömde Léon Bonnat som lärare. Såväl Cederström själv som den svenske konstnären Nils Forsberg den äldre (1842−1934), född i Riseberga i Skåne och död i Helsingborg, och den danske konstnären P. S. Kröyer hade för övrigt också studerat för Léon Bonnat. Forsberg bodde i Paris mellan 1867 och 1902. Under sin tid i Bonnats skola stiftade Forsberg bekantskap med Cederström.
"Sommaren 1903 i Åhus i mitt ägandes stora tält strandskogen i Täppet", berättar Axel Kleimer (1881-1945), "där bodde vi tre, Hugo Carlberg (1880−1943),  Axel Kulle (1882−1964) och Jonas Åkesson en hel sommar, Åkesson endast 8 dagar. Mat fingo vi huvudsakligen från mitt hem i Hammar. Vi målade små landskapsskisser vid stranden och i hamnen. Det var en tid av sorglöshet med naggande oroskänsla över oförmågan att försörja sig på sitt arbete. Det fanns inte den minsta utsikt att placera sina skisser eller tavlor på marknaden."
Redan 1903 väckte Åkesson uppmärksamhet med det skickliga av sin mecenat, friherre Otto Thott, där den fint återgivna, toniga vinterdagern kan påminna om samtida danskt interiörmåleri. Här fanns egentligen i detta porträtt hela Åkessons konst färdig: naturlig komposition, säker blick men även någonting annat och obeskrivligt karakteristiskt, vari man vill utläsa målarens personliga relation till och sympati för modellen. Med detta verk hade Åkesson tagit steget rätt in i de svenska porträttmålarnas led. Officiellt fick han också erkännande: målningen belönades med akademiens kungliga medalj.

### Studier i Paris

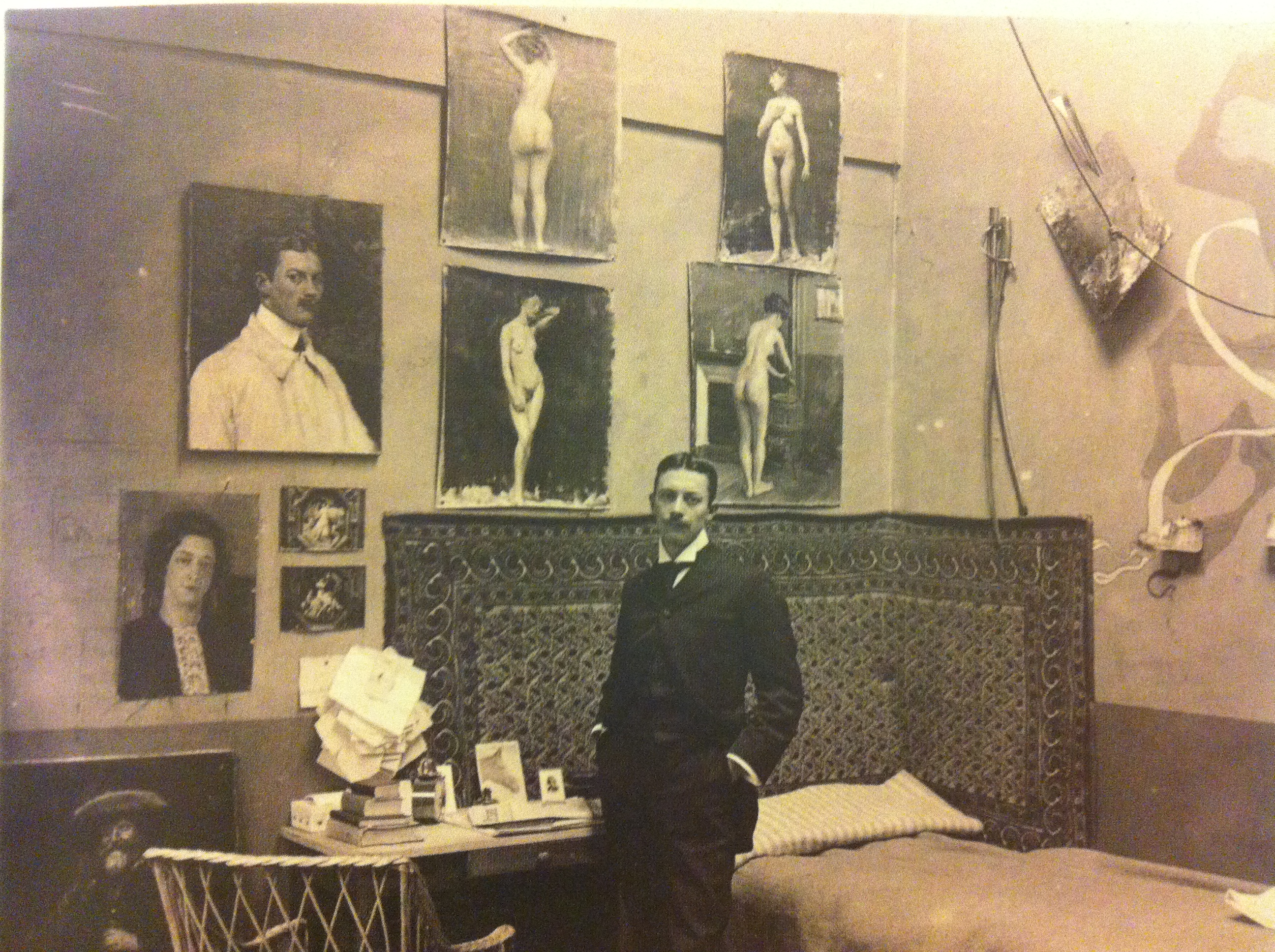
Jonas Åkesson i Paris-ateljén, omkring 1905. Han studerade konst i Paris åren 1903−1905.

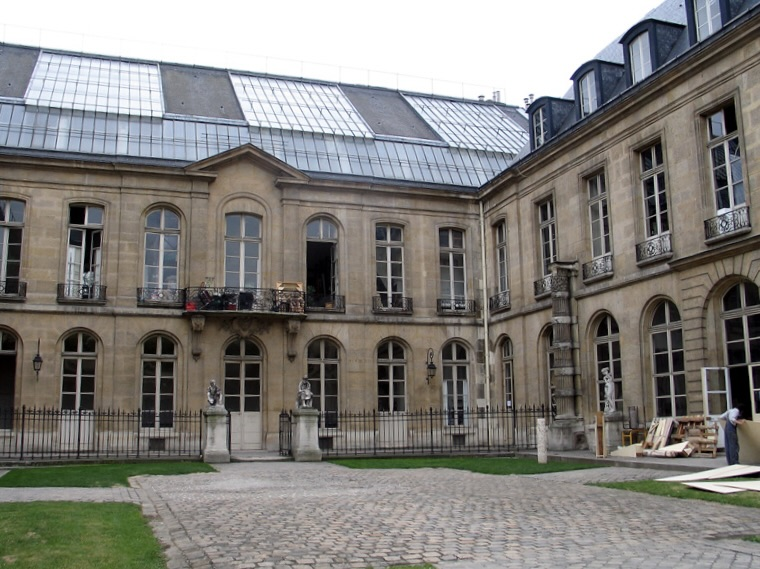
École des Beaux-Arts, Paris, där Léon Bonnat var berömd lärare och från år 1900 konstskolans direktör.

Hösten 1903 begav sig Åkesson till Paris. Tack vare stipendier kunde Åkesson uppehålla sig utomlands under en följd av år: 1904 och 1905 tilldelade Konstakademien honom det Kinmansonska stipendiet, 1906 fick han ett extra statsstipendium och 1908−1910 uppbar han statens resestipendium.
Mest arbetade han på egen hand med studier och kopieringar på utställningar och i de stora museisamlingarna, men var i Paris också en tid (1904−1905) elev vid École des Beaux-Arts, där han fick tillfälle att tillgodogöra sig Léon Bonnats undervisning. 
1909 besökte Jonas Åkesson hemlandet i samband med sitt första giftermål; därefter uppehöll han sig i Nederländerna, Belgien och Portugal till slutet av året, då han för ett års tid slog sig ner i Madrid.
Efter ytterligare en Paris-sejour 1910−1911 var hans egentliga studietid avslutad och Åkesson återvände hem för att debutera som separatutställare. Under Parisåren exponerade han en rad porträtt på Parissalongen, bland annat ett av greven August Gyldenstolpe, där den guldsmidda uniforms- och ordensprakten tydligen roat Åkesson, utan att han för den skull glömt bort den gamle herrns aristokratiska drag. Här, och i liknande porträtt, kommer det eleganta draget i Åkessons porträttkonst fram. Även Oscar Björk har haft betydelse för Åkessons konst, men hans konst var lite modernare. Av naturliga skäl har dock hans oftast förnäma klientel av och till kunnat fresta honom till salongsmåleri, men det är modellernas fel. Det var modellens personlighet, som Åkesson ville återge.

## Omfångsrik produktion
Militärporträtt har Jonas Åkesson målat många. Likaså har han utfört många självporträtt.
Några porträtt ur Åkessons produktion som är karaktäristiska för honom (urval)
- Porträtt av ryttmästaren, greve Augustin Ehrensvärd (1905), ett helfigursporträtt. Augustin Ehrensvärd och hans hustru Eva Hallenborg var  Svaneholms slotts sista privata ägare. Porträttet hänger i hörnrummet i anrika Svaneholms slott i södra Skåne.
- Porträttet av överste Christofer von Platen i paraduniform (1907), deponerat i Malmö museum. Överste Christoffer von Platen (1852−1924)[15] [15] [16] hade 1894 befordrats till major vid Livgardet till häst, samt 1896 till överstelöjtnant vid Kronprinsens husarregemente. År 1901 utnämndes han till överste i armén, 1902 blev han chef för regementet och blev generalmajor 1908. Efter att 1915 ha blivit generallöjtnant tog han 1917 avsked. Målningen kan räknas till Åkessons förnämsta verk, skarpt i karakteristiken, och särskilt kan man beundra figurens inpassning i bildytan och kappans dekorativa rytm.
- Porträtt av baron Gustaf Cederström (1913), på 1960-talet fanns porträttet ännu i Åkessons ateljé i Bjärred. Friherre Gustaf Cederström (1845−1933), "den karolinske målaren" och målarprofessorn, var en av Sveriges mest populära historiemålare under 1800-talet. Han är mest känd för målningen Karl XII:s likfärd, som målades i Paris 1878.Gustaf Cederström blev 1878 ledamot av konstakademin, och senare i livet kom han att bli professor vid  Konstakademien i Stockholm, en tjänst han hade 1887−1911, och han var också dess direktör 1899−1911.
- Porträttet av ryttmästaren, greve Wathier Hamilton (1913) på  Barsebäcks gods. Greve Henning Wathier Hamilton (1875−1946) var den sjätte generationen av släkten Hamilton på Barsebäcks gods[17][18][19] utanför Löddeköpinge. Hur variabel och fyndig Åkesson kan vara i komposition och karakteristik visar det briljant målade porträttet av greve Wathier Hamilton, Barsebäck, i röd jaktrock, vita byxor och stövlar och med hög hatt i knäet. Här är karakteristiken livlig, det röda i koloriten högt.
- Porträttet av överste Hugo Berch i paraduniform (1914), Dragonmuseet i Ystad. Överste Hugo Berch (1854−1920),[20] var chef för Skånska Dragonregementet 1907-1914. Cheferna som tjänstgjorde vid K6 bodde i två olika villor i norra Ystad, stadsdelen Bellevue, dels i ”Villa Bellevue”,[21] som revs under 1970-talet, dels i villan ”Breidablick”.[22] Porträttet illustrerar en epok, en för alltid försvunnen tidsålder. Porträttet är ett mästerverk i genren.
- Porträtt av häradshövding G. Hegardt (1916). Porträtt av häradshövding G Hegardt 1916, även det brett, skissartat i fakturen[23] och den snabba uppfattningen av modellen. Man kommer här som vid flera andra liknande målningar att tänka på Zorn, som Åkesson dock enligt sin egen utsago har ett ytterst svalt intresse för.
- Porträttet av löjtnant Erik Tamm (1922).[24] Porträttet är en människoskildring som visar löjtnant Erik Tamm, som leende lyfter sitt glas mot betraktaren i en upprymd ögonblicksbild.
- Porträttet av kammarherre Wilhelm von Platen (1929). Kammarherre Wilhelm von Platen (1857-1937),[25][26] ägde från 1897 tillsammans med brodern Algernon von Platen godset Övrabyborg i Övraby socken, Kristianstads län. Herrgården ligger 4 km söder om Tomelilla. Wilhelm von Platen bedrev verksamhet som lanthushållare. Han utnämndes till tjänstgörande kammarjunkare 1889 och till kammarherre 1901. Han gifte sig 1884 med Sofia Maria Matzen. 1921 blev han hedersledamot i Malmöhus läns hushållningssällskap och samma år erhöll han sällskapets stora guldmedalj. Porträttet av kammarherre Wilhelm von Platen röjer Åkessons fina psykologiska förståelse. Det är en melankolisk grubblare vi har framför oss, försjunken i sig själv, han är redan på andra sidan, trött, desillusionerad, en mästerlig karaktärsskildring.
- Porträtt av greve Gustaf Wachtmeister (1940) på Vanås slott, ett par mil norr om Kristianstad. År 1801 tillträdde Axel Wachtmeister af Johannishus godset Vanås. Hans släkt äger och brukar fortfarande Wanås och nuvarande ägare är greve Carl-Axel Wachtmeister.
- Två porträtt av Carl Herslow. Carl Herslow (1836-1933) var lektor, tidningsman och politiker (moderat liberal), talman , finansman och bankman. Han blev filosofie magister vid Lunds universitet 1859 och fortsatte studera i Lund och i utlandet. Han var grundare av Sydsvenska Dagbladet 1870. Herslow invaldes 1877 i riksdagens andra kammare, där han var talman 1892-1893. Han var ordförande i Malmö stadsfullmäktige 1891-1904. Till Åkessons bästa porträtt hör också de två han som han gjorde av Carl Herslow. Det ena av dem, bröstbilden, är kanske finast. Åkesson har säkerligen beundrat den tyske målaren Franz von Lenbach (1836-1904),[27] känd bland annat av sina många porträtt av Bismarck och fängslats av hans bruna färgton.
- Porträtt av skulptören Johannes Collin. Skulptören Johannes Collin (1873-1951) var både skulptör och poet från Skåne. Johannes Collin var elev vid Konstakademien i Stockholm och där studiekamrat med Jonas Åkesson. Collin följde upp med en studieresa till Paris.1903-1905, då Jonas Åkesson också studerade där. Collin ställde ut skulpturer på Lundautställningen 1907 och på Baltiska utställningen i Malmö 1914. En större samling av Collins arbeten visades för första gången på Skånes konstförenings utställning 1916. H. Hedemann-Gade[28] från Skånes konstförening sa i sin recension om porträttet av Collin att det var ett av Åkessons märkligaste porträtt: "En så intensivt inträngande, blottläggande och av konventionell smak oberörd karaktärsskildring tror jag mig aldrig ha sett förut."
- Porträtt av godsägaren Hans Nilsson. Ett annat porträtt av hög rang i Åkessons produktion är det monumentala porträttet av godsägaren Hans Nilsson. Även där kan man märka en lätt karikering i det skulpturala, massiva huvudet av en kärnskånsk tjuruppfödare och lantman, säker, trygg och självmedveten.
- Porträtt av professorer vid Lunds universitet, till exempel John Forssman, Erik Essen-Möller, Ivar Broman och  Gustaf Petrén samt doktor Paul Rosenius, borgmästare Carl Brink, (Lund), och överstelöjtnant Carl Olof Wahlgren.

### Privata modeller och människor från landet
Åkesson målade också privata modeller och människor från landet, till exempel det vackra huvudet av hans mor med den fjärrskådande blicken, Karna Ola – Ols och Ola Andersson i Vomb. Vomb är en liten by (småort) i Lunds kommun belägen vid Vombsjön. En av Åkessons vackraste målningar är det koloristiskt finstämda porträttet "Portugisiska". Porträttet är egendomligt ömsint och har en mjuk kvalitet i koloriten.

### Åkesson som tecknare
Åkessons solida utbildning, gedigna yrkeskunskap och mångsidighet har han även använt som tecknare. Han har gjort porträtt i kol med lika stor skärpa som den tyske målaren och grafikern Albrecht Dürer, som målade med nästan mikroskopisk detaljskärpa. Några exempel är "Fars kusin", "Kersti från Omma" och andra porträtt. Jonas Åkesson har även gjort en kolteckning av sin folkskollärare Gottfrid Nilsson i Vomb.

### Porträtt från skånska adels- och officerskretsar
Åkesson tecknade porträtt från skånska adels- och officerskretsar. Hans tidigare mjuka kolteknik med lätt antydda valörer ersattes på senare år av mera hårdnad linjeskärpa.

### Altartavla i Västra Skrävlinge församlingshus (1932), idag Sankta Maria kyrka

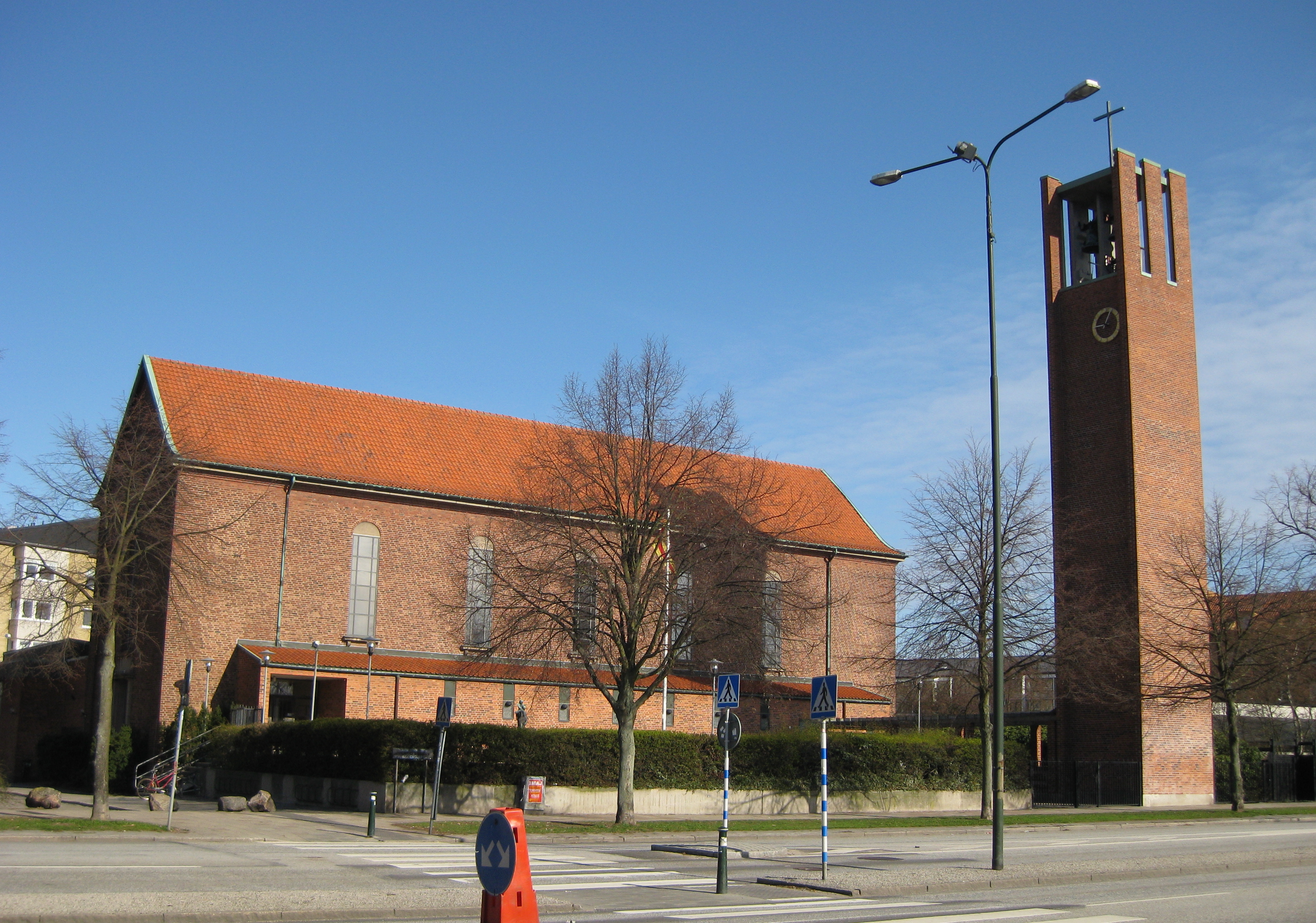
Sankta Maria kyrka, Malmö, tidigare Västra Skrävlinge församlingshus

Jonas Åkesson har målat en altartavla i  Västra Skrävlinge församlingshus i Lunds stift, 1932, vartill Åkesson haft modeller i familjekretsen. Temat är ”Låten barnen komma till mig”. Västra Skrävlinge är en församling i Malmö, idag del av Malmös östra utkant med bland annat Rosengård. Det 1928 uppförda  Västra Skrävlinge församlingshus vid Nobelvägen blev 1949 kyrka åt då nybildade Möllevångens församling under namnet Möllevångens kyrka. Den ombyggdes 1963 till sin nuvarande utformning under namnet Sankta Maria kyrka.

### Monumentalverket "Kronprinsens husarregementes sista officerskår"
Åkessons enda egentliga monumentalverk är "Kronprinsens husarregementes sista officerskår", ett imponerande verk som Åkesson på. Bornhöftsdagen den 7 december 1927 överlämnade som gåva till officerskåren. Kronprinsens husarregementes segernamn var ju, som ovan nämnts, Bornhöft (1813). Oljemålningen finns numera på Malmö museum. I sin art är denna stora grupptavla ett betydande verk, kanske mindre i koloriten än i kompositionen, som är livfull, nästan dramatisk i sin rörlighet och sitt okonventionella agerande hos modellerna. Porträttlikheten hos samtliga är träffad på kornet, och man måste beundra den fyndighet Åkesson lagt i dagen, när det gällt att karakterisera varje enskild medlem i sällskapet, med de äldre officerarna i förgrunden, sittande runt bordet, med den stora silverkannan. De yngre står bakom med standar och bildar en dekorativ fond.

### Planer på större bataljmålning Slaget vid Bornhöft (1813)

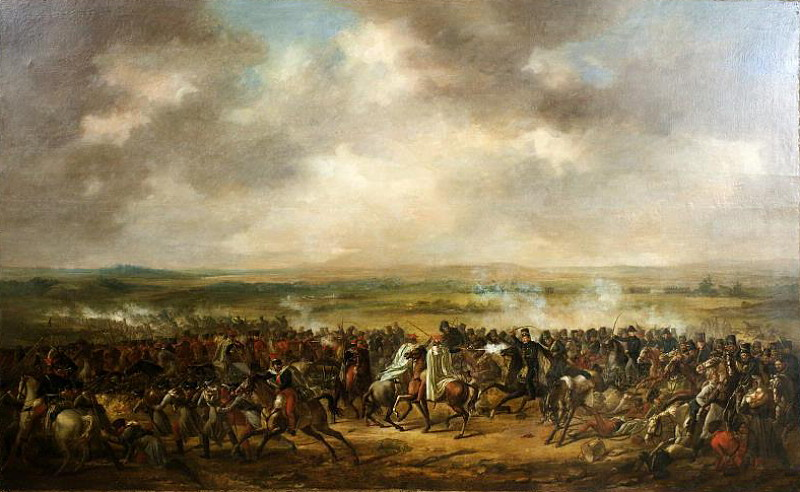
Slaget vid Bornhöft, oljemålning av Per Krafft d.y.

Åkesson hade även planer på en större bataljmålning, anslutande sig till husarregementets historia, nämligen slaget vid Bornhöft i Holstein. Slaget vid Bornhöft (även Slaget vid Bornhöved) stod den 7 december 1813 utanför den lilla orten Bornhöft i nuvarande Schleswig-Holstein, norra Tyskland, mellan svenskt kavalleri och danska trupper förstärkta med mindre styrkor polskt kavalleri och tyskt infanteri. Åkessons plan kunde aldrig realiseras, men en skiss till den fanns i hans ateljé i Bjärred fram till 2011. Uppgiften har intresserat honom och sysselsatt hans fantasi och av den utmärkta skissen som är 180x90 centimeter, att döma hade man kunnat vänta sig ett effektfullt bataljstycke. Åkesson hade sakkunskap i ämnet, inte minst ifråga om hästar och kavalleri. Bataljmålingen är mycket realistisk och detaljrik och man kan igenkänna ryttmästaren Axel Planting-Bergloo som fick "pannan bräckt" även på målningen. En lustig detalj är att tavlan som målades 1909 har konstnärens son Torkel som "statist" i skepnad av en dansk infanterist. Torkel föddes 1937 tavlan målades 1909, sanningen är den att Jonas bättrade på tavlan på 1950-talet och då med sonen som statist. Tavlan är i privat ägo  

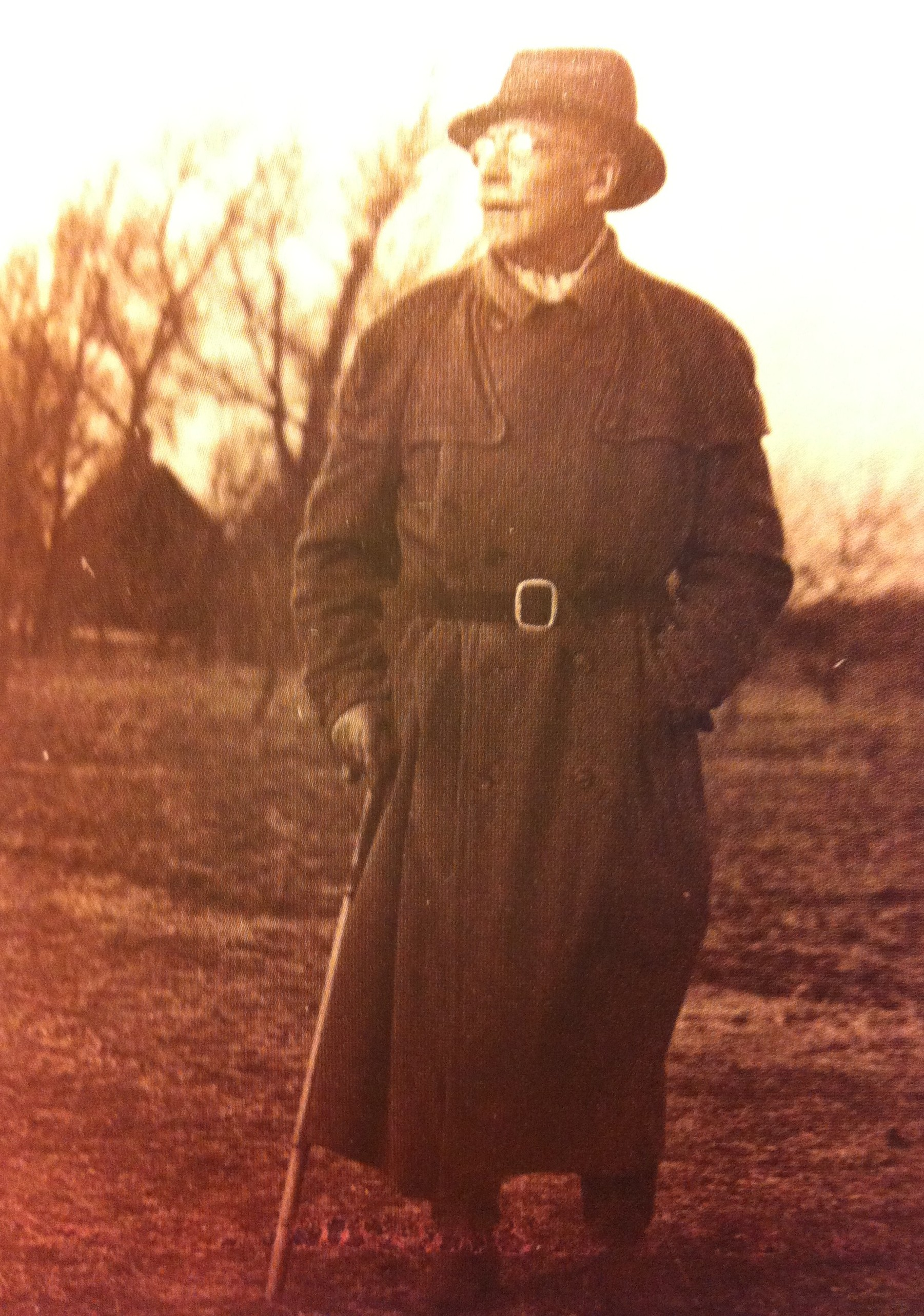
Jonas Åkesson omkring 1960. Hans samlade arbetsresultat, som han i en hög ålder kunde blicka tillbaka på, var imponerande och hade gett honom den självklara rang han redan länge innehaft som en av våra bästa på sitt speciella område.

## Utställningar och medlemskap
I Paris ställde Åkesson ut 1905 och flera år i rad därefter på Parissalongen (Salongen i Paris) och även på andra utställningar i Paris. Åkesson hade separatutställningar i Stockholm 1911, Konstnärshuset, och 1917 Konstföreningen, i Malmö 1911, 1934, 1944, 1949 och 1955, i Lund 1915  och på Svaneholms slott i Skåne 1952. Från 1914 var han en flitig utställare på Skånes konstförenings salonger i Malmö. Skånes konstförening hade bildats 1904 av medlemmar ur det Skånska Konstnärslaget. Dessutom framträdde Åkesson bland annat på utställningen "Svensk konst" i Helsingborg 1903, industri-, slöjd- och konstutställningen i Lund 1907, Svenska konstnärernas förenings utställning i Konstakademien 1912, den svenska konstutställningen på Charlottenborg i Köpenhamn 1916 och på en rad utställningar av provinsiell konst i olika Skånestäder. 
Jonas Åkesson var medlem av Skånska Konstnärsklubben, som är en organisation för yrkesverksamma konstnärer med säte i Malmö. Åkesson var även medlem i Lukasgillet i Lund och i Sällskapet Heimdall i Malmö (grundat 1891). Han var även medlem i den pronazistisk kulturförening Riksföreningen Sverige-Tyskland och medverkade i deras festskrift som gavs ut 1942 med anledning av föreningens femårsjubileum.

## Utmärkelser
Jonas Åkesson blev riddare av Vasaorden samt fick kunglig medalj (1903) och Mention Honor Paris (hedersomnämnande i Paris) (1905).

## Representerad
Förutom i ovan nämnda samlingar är han bland annat representerad i  Nationalmuseum, Svenska statens porträttsamling på Gripsholms slott, Uffizierna i Florens, Malmö museum, Helsingborgs museum, Lunds universitets konstmuseum, Tomelilla konstsamling, Skåne, Skoklosters slott, Lunds universitetsbibliotek,  Kulturen, Göteborgs Naturhistoriska Museum och
Karlsborgs fästningsmuseum och i  Utrikesdepartementet, Stockholm.